# Transmaghrebina
La Transmaghrebina è un'autostrada in progetto che dovrà collegare Nouakchott, la capitale della Mauritania, a Tripoli, capitale della Libia, passando per Sahara Occidentale, Marocco, Algeria e Tunisia, per una lunghezza totale di oltre 2500 km. Fa parte del progetto dell'autostrada Trans-Africana 1 della Rete autostradale Trans-Africana.
Alcuni tratti sono già operativi, tra cui:
- in Marocco: Agadir - Marrakech - Casablanca - Rabat - Fès - Oujda
- in Algeria: Tlemcen - Orano - Algeri - Sétif - Costantina - Annaba
- in Tunisia: Tunisi - Susa - Sfax - Gabès